# Adept (gruppo musicale)
Gli Adept sono una band svedese post-hardcore formatasi a Trosa nel 2004.
Hanno pubblicato 3 EP e 4 album fino ad oggi: Another year of disaster nel 2009, Death Dealers nel 2011, Silence the world nel 2013, e il loro ultimo album, Sleepless nel 2016.

## Storia del gruppo

### Formazione
La band è stata fondata nel 2004 ed è composta da Robert Ljung (voce), Jerry Repo (chitarra) Filip Brandelius (basso), Gabriel Hellmark (batteria) e Gustav Lithammer (chitarra). Durante il primo anno, hanno pubblicato il primo demo, Hopeless Illusions autoprodotto. Anche il loro primo EP, uscito un anno dopo, è stato finanziato in proprio. Il secondo EP, The Rose Will Decay è stato invece pubblicato con una corretta produzione. Visto il grande successo e la rapida crescita della band, Panic & Action venne a conoscenza del gruppo e gli propose il primo contratto discografico.

### Panic & Action e successo
Nel 4 febbraio del 2009, gli Adept hanno pubblicato il loro primo album completo, Another Year of Disaster. Nel 2010, gli Adept andarono in tournée in Germania con la band Her Bright Skies, anch'essa sotto contratto con Panic & Action. Le tappe del tour furono Amburgo, Berlino, Osnabrück, Monaco di Baviera, Stoccarda e Colonia. Nell'agosto del 2010, gli Adept cominciano a lavorare al secondo album. Collaborarono con Fredrik Nordström,  un esperto produttore di musica che aveva già lavorato con gli In Flames, i Bring Me the Horizon e gli At the Gates. L'11 marzo del 2011, pubblicarono il loro secondo album Death Dealers.
Gli Adept compirono il loro primo tour europeo iniziando dalla Svezia per poi passare in Francia, Russia, Finlandia, Norvegia, Repubblica Ceca, Danimarca, Ungheria e Italia. Nel mese di maggio parteciparono ad alcuni spettacoli in Germania e quindi partirono insieme agli As Blood Runs Black, Caliban e i For Today per un altro tour europeo. Nello stesso tour suonarono anche in Austria. La band ha suonato come opener degli August Burns Red.

## Discografia
Album
| Data di pubblicazione | Titolo                   | Casa Discografica |
| February 4, 2009      | Another Year of Disaster | Panic & Action    |
| March 4, 2011         | Death Dealers            | Panic & Action    |
| March 22, 2013        | Silence the World        | Panic & Action    |
| February 19, 2016     | Sleepless (album)        | Napalm Records    |

EP
| Data di pubblicazione | Titolo                       | Casa Discografica |
| 2004                  | Hopeless Illusions (Demo)    | autoprodotto      |
| 2005                  | When the Sun Gave Up the Sky | autoprodotto      |
| 2006                  | The Rose Will Decay          | autoprodotto      |

Video Musicali
- At Least Give Me My Dreams Back, You Negligent Whore!
- Sound the alarm
- Shark! Shark! Shark!
- The Ivory Tower
- Secrets
- Aftermath (Drum Playthrough)
- Dark Clouds